# Парпиев, Ботир Рахматович
Парпиев Ботир Рахматович (узб. Parpiyev Botir Rahmatovich; род. 23 декабря 1946 года, Андижан, Узбекская ССР) — председатель Государственного налогового комитета Республики Узбекистан в 2004—2018 годах, генерал-лейтенант.

## Биография
Родился в Андижане в семье Рахмата Парпиева, подполковника милиции, в 1960-годах работавшего на руководящих должностях в УВД Андижанского облисполкома.
В 1969 г. - Инженер по технике безопасности строй треста №17 г. Андижан.
В 1969-1970 гг. - Военная служба.
В 1970-1972 гг. - Механик участков строй трестов № 162, 102.
В 1972-1983 гг. - Служба на различных должностях в автоинспекции УВД Андижанской области.
В 1983—1989 годах — заместитель начальника УВД Андижанской области.
В 1989—1993 годах — начальник УВД Андижанской области.
В 1993 г. - начальник Главного управления пожарной безопасности МВД Республики Узбекистан.
В 1993—1994 гг. — начальник главного управления профилактики правонарушений МВД Республики Узбекистан.
С 1994 по 2002 — заместитель министра внутренних дел Республики Узбекистан.
С июня по декабрь 2002 года — Министр по чрезвычайным ситуациям Республики Узбекистан.
С 2002 по 2004 — Председатель Государственного таможенного комитета Республики Узбекистан.
В 2003 году получил звание генерал-лейтенанта таможенной службы.
С 2004 по 2018 — Председатель Государственного налогового комитета Республики Узбекистан.
С 2009 года также был Президентом федерации тхэквондо Узбекистана.
11 мая 2018 года покинул должность главы ГНК и  назначен заместителем председателя по делам престарелых и ветеранов Республиканского совета по координации деятельности органов самоуправления граждан..
19 февраля 2020 года назначен заместителем министра по делам махалли и семьи Республики Узбекистан.
с февраля по июнь 2022 года в отставке.
С 6 июня 2022 года - Советник министра по делам махалли и ветеранов Узбекистана.
Был депутатом Верховного Совета Узбекской ССР XII созыва, избранным на парламентских выборах 1990 года.
Награжден почетной грамотой Республики Узбекистан, орденами «Эл-юрт хурмати», «Шон-Шараф 2 степени», «Мехнат шухрати».

## Семья
Брат - Парпиев Кудрат Рахматович был председателем правления компании UzAutoSanoat.
Брат - Парпиев Кодир Рахматович был председателем Андижанского областного совета профсоюзов,на  пенсии. Женат на дочери генерала Мухтара Султанова.
Женат. Имеет троих сыновей:
Парпиев Дильмурод Ботирович — предприниматель.
Парпиев Дильшод Ботирович — бывший начальник консульского управления МИД Узбекистана.
Парпиев Бабур Ботирович — Управляющий банка «Orient Finans». Женат на дочери экс-главы СНБ Республики Узбекистан генерал-полковника Рустама Иноятова